# Temelucha depressariae
Temelucha depressariae är en stekelart som beskrevs av Dasch 1979. Temelucha depressariae ingår i släktet Temelucha och familjen brokparasitsteklar. Inga underarter finns listade i Catalogue of Life.